# Hernâni Jorge Santos Fortes
Hernâni Jorge Santos Fortes (Lisbona, 20 agosto 1991) è un calciatore portoghese, attaccante dell'Osijek.

## Caratteristiche tecniche
Gioca come ala.

## Carriera
Il 29 agosto 2024 si trasferisce ai croati dell'Osijek.

## Palmarès

### Club

#### Competizioni nazionali
- Campionato greco: 1

Olympiakos: 2015-2016
- Campionato portoghese: 1

Porto: 2017-2018
- Supercoppa di Portogallo: 1

Porto: 2018